# Encefalopatía plúmbica
La encefalopatía plúmbica es un tipo de encefalopatía causada por una intoxicación (principalmente aguda) de plomo (Saturnismo). Esta intoxicación se da por ingestión de compuestos de plomo ácido-solubles o por la inhalación de vapores que lo contengan. 
El deterioro cognitivo aparece con plombemias en sangre de alrededor de 50 mg/dL, y la encefalopatía plúmbica se instaura cuando la plombemia supera los 80 mg/dL.
La encefalopatía por plomo es mucho más rara en adultos que en niños, ya que los adultos tienen una mayor resistencia al desarrollo de encefalopatía por plomo debido a la capacidad del cerebro adulto maduro para secuestrar el plomo de su sitio de acción mitocondrial dentro de las neuronas cerebrales y cerebelosas, evitando así la toxicidad neurológica.

## Tóxico implicado y mecanismo de acción
La intoxicación por plomo (Saturnismo) es una de las más comunes por exposición a metales. Algunas de las fuentes de intoxicación laboral son las fundiciones de plomo, la fabricación y desarmado de baterías para coches o la industria de la cerámica. También son fuentes importantes las pinturas de paredes y casas a base de plomo, tuberías de plomo, latas de conserva selladas con este metal, etc. 
Las principales vías de entrada del plomo son a través de inhalación y de ingestión; en cambio, la absorción percutánea de plomo inorgánico es mínima. Tras la absorción, el plomo se distribuye en compartimentos; primero circula por la sangre unido a los eritrocitos, y se va distribuyendo hacia los tejidos blandos, como el hígado, médula ósea y sistema nervioso central. El metal es capaz de atravesar la barrera hematoencefálica, lo que facilitará la aparición de encefalopatía.
El plomo tiene una gran afinidad por los grupos sulfhidrilo, especialmente por las enzimas dependientes de zinc, e interfiere con el metabolismo del calcio de diferentes maneras: 
- Reemplaza al calcio y altera la distribución de calcio en la célula, lo que va a modificar la funcionalidad de la misma.
- Activa la proteinquinasa C, que es dependiente de Ca2+ y tiene un papel relevante en diversos procesos intracelulares. El plomo modifica a través de este mecanismo la sinaptogénesis y la regulación de la barrera hematoencefálica.[3]
- Se une a la calmodulina con más afinidad que el Ca2+.
- Inhibe la bomba Na+/K+ ATPasa aumentando así los niveles de calcio intracelular. Estas alteraciones tienen consecuencias a nivel de neurotransmisión y en el tono vascular. Además se acumula en el espacio endoneuronal de los nervios periféricos, causando edema, aumento de la presión endoneuronal y daño axonal.[1]

La toxicidad aguda se presenta luego de una exposición respiratoria a altas concentraciones, con encefalopatía, insuficiencia renal y síntomas gastrointestinales. La toxicidad crónica es la más frecuente y se manifiesta con compromiso multisistémico: hematopoyético, del sistema nervioso, gastrointestinal, riñón y sistema reproductor.

## Signos y síntomas
La encefalopatía plúmbica es la situación más dramática y mortal en una intoxicación por plomo; los pacientes que la sufren aparecen gravemente enfermos, con confusión, múltiples convulsiones y otros signos de edema cerebral. 
Es muy frecuente que comience como una encefalopatía común, disminuyendo las capacidades mentales de alerta, orientación y memoria del individuo, disminuyendo también la percepción de la realidad y el afecto. Tras un período indeterminado, que puede abarcar desde horas o días hasta semanas o meses, dependiendo de las dosis de plomo que estén accediendo al organismo, estas alteraciones evolucionan a otras más graves, como delirio, manía, ceguera parcial o completa, afasia transitoria y parálisis, llegando finalmente a aparecer convulsiones focales o generalizadas y aisladas, repetidas o continuas.

### Diagnóstico
El diagnóstico diferencial de encefalopatía plúmbica es complicado, ya que hay un gran número de patologías que pueden producir un cuadro clínico de encefalopatía; como lesiones cerebrales, especialmente el hematoma subdural y otras lesiones en vasos; hipertensión maligna; infecciones varias, incluida la sífilis; deficiencias vitamínicas (B12, tiamina, etc.); alteraciones metabólicas (urémicas o hepáticas); intoxicación por barbitúricos, bromuros, otras toxinas o fármacos; intoxicación o abstinencia de etanol; hipoxia, hipercapnia; hipoglucemia, mixedema, tirotoxicosis; desequilibrio electrolítico; enfermedades primarias del sistema nervioso central; la presencia de tumores intracraneales...
Para poder establecer un diagnóstico correcto hay que confirmar si el paciente ha estado expuesto al metal, aunque una respuesta tanto positiva como negativa no debe ser concluyente para afirmar o descartar completamente que la encefalopatía sea plúmbica. Hay que realizar la comprobación observando los niveles de plomo en sangre, orina y signos óseos de intoxicación, constatar que la encefalopatía revierte tras aplicar un tratamiento con EDTA-Ca2+ y que esta reducción no sea atribuible a otros tratamientos. Finalmente, para poder confirmar el diagnóstico, es esencial descartar las otras posibles causas mencionadas anteriormente; para ello el método más útil es la punción lumbar. El líquido cefalorraquídeo en un paciente con intoxicación por plomo es completamente normal, aunque con frecuencia las proteínas aparecen elevadas y a veces incluso hay un aumento del recuento de glóbulos blancos.
La encefalopatía aguda es más frecuente en niños que en adultos y puede darse con niveles no muy elevados de plumbemia.

## Tratamiento
El primer paso sería el alejamiento de la fuente de exposición. 
Se administra un tratamiento quelante si la plombemia es superior a 60 µg/dL o según clínica. Los quelantes usados serán los mismos que los utilizados en cualquier intoxicación plúmbica:
- Dimercaprol (BAL) asociado a EDTA-Ca2+ en caso de plombemia mayor a 100 mg/dL en adultos y mayor a 60 mg/dL en niños a dosis de 3 a 5 mg/Kg/dosis, por vía intramuscular, 4 horas previa al EDTA cálcico, el 1º y 2º día cada 4 horas, el 3º y 4º día cada 6 horas y el 5° día cada 12 horas. Este ciclo puede repetirse hasta que los niveles de plumbemia se reduzcan a valores inferiores a 20 µg/dL. Los niveles se van monitorizando, ya que los niveles de plumbemia pueden permanecer elevados por redistribución de plomo desde tejidos blandos a circulación sanguínea. La combinación de EDTA Cálcico con BAL es así porque el EDTA cálcico en monoterapia ha sido relacionado con una redistribución de plomo hacia tejido blando y cerebro, lo que empeoraría el cuadro de encefalopatía plúmbica.
- Ácido dimercaptosuccínico (DMSA): provoca pocos efectos adversos y se usa por vía oral a dosis de 10 mg/Kg/ dosis repartidos cada 8 horas durante 5 días, luego cada 12 horas durante 14 días más. Este quelante no redistribuye el plomo al cerebro, por lo que no habría riesgo de empeoramiento a nivel cerebral.
- D-penicilamina: es un producto de degradación de la penicilina que en algunos casos de encefalopatía plúmbica también se ha usado como quelante.
Además, en los casos de encefalopatía plúmbica es esencial tratar las convulsiones si aparecen con fármacos antiepilépticos como la fenitoína o la carbamazepina.